# Thomas John Cochrane
O Almirante da Frota Sir Thomas John Cochrane GCB (5 de fevereiro de 1789 - 19 de outubro de 1872) foi um oficial da Marinha Real. Depois de servir como oficial subalterno durante as Guerras Revolucionárias Francesas, ele capturou o navio francês Favourite na costa da Guiana Holandesa e então participou de muitas ações, incluindo a captura das Ilhas Virgens das forças dinamarquesas, a captura da ilha francesa de Martinica e a captura do arquipélago francês de Îles des Saintes durante as Guerras Napoleônicas. Ele também participou do incêndio de Washington e do ataque a Baltimore durante a Guerra de 1812.
Cochrane passou a servir como governador colonial da Terra Nova e depois como Membro do Parlamento por Ipswich antes de se tornar Comandante-em-Chefe, East Indies e China Station e depois Comandante-em-Chief, em Portsmouth.